# Ba (Fiji)
Ba é uma província das ilhas Fiji localizada na Divisão do Oeste. Sua capital é a cidade de Ba.

## Distritos
A província de Ba é constituída pelos seguintes distritos:
- Ba
- Madrogo
- Nadi
- Nawaka
- Tavua
- Vuda